# Leonardo Ramírez
Leonardo Antonio Ramírez Maldonado (Valparaíso, Chile, 13 de octubre de 1966) es un exfutbolista chileno. Jugaba de Centrocampista, y es recordado por sus campañas en Santiago Wanderers.

## Clubes
| Club                  | País  | Año       |
| --------------------- | ----- | --------- |
| Santiago Wanderers    | Chile | 1985-1987 |
| Everton               | Chile | 1988      |
| Santiago Wanderers    | Chile | 1989-1991 |
| Audax Italiano        | Chile | 1992-1993 |
| Arturo Fernández Vial | Chile | 1994      |
| Deportes Puerto Montt | Chile | 1995-1997 |
| Deportes Temuco       | Chile | 1998      |
| Deportes Arica        | Chile | 1999-2000 |
| Lota Schwager         | Chile | 2002      |

## Palmarés

### Otros Campeonatos nacionales
| Título                | Club               | País  | Año  |
| --------------------- | ------------------ | ----- | ---- |
| Liguilla de Promoción | Santiago Wanderers | Chile | 1989 |